# Ли Бај
Ли Бај (кин: 李白; пин: Lǐ Bái), или Ли Бо (пин: Lǐ Bó; архаично), или Ли Пај, такође познат и као Ли Тајпај, рођен 701, умро 762. године. Презиме му је било Ли, име Бај, надимак: Тај Бај (кин: 太白; пин: Tài Bái), псеудоним: Господин из куће плавог лотоса (кин: 青莲居士; пин: Qīnglián jūshì). У познатој компилацији "300 песмица династије Танг“, укључен је велик број његових лирских песама, уз остале писце као што су Ванг Хан, Менг Хао Ран и Ду Фу. Сматра се највећим кинеским песником, и често је називан „бесмртним песником“ или „божанским песником“ – шисјен (кин: 诗仙; пин: Shīxiān).
Постоји око хиљаду песама које се приписују Лију. Његове поеме су биле сакупљене у најважнију поетску антологију династија Танг Хејуе јинглинг ли, коју је саставио Јин Фан 753. године, и тридесет четири његове песме је уврштено у антологију Три стотине Танг песама, која је први пут објављена у 18. веку. У истом веку, преводи његових песама су почели да се појављују у Европи. Те песме су били модели слављења задовољства пријатељства, дубине природе, самоће, и радости пијења вина. Међу најпознатијим су „Буђење из пијанства у пролећном дану”, „Тешки пут до Шу”, и „Тиха ноћна мисао”, које су и даље присутне у школским текстовима у Кини. На западу се и даље врше вишејезички преводи Лијевих песама. Његов живот је чак попримио легендарни аспекат, укључујући приче о пијанству, витештву, и добро позната бајка како се Ли утопио када је посегао да са свог чамца обгрли рефлексију Месеца у реци.
Знатан део Лијевог живота се огледа у његовој поезији: места која је посетио, пријатеље с којима се упознао на путовањима на удаљеним локацијама, које можда никад више није сусрео, његови сопствена маштања налик на снове закићена шамским тоновима, актуелни догађаји о којима је имао вести, описи из природе у безвременом моменту поезије и тако даље. Међутим, од посебне важности су промене у времену у коме је живео. Његова рана поезија се одвијала у контексту „златног доба” унутрашњег мира и просперитета у кинеском царству династије Танг, под владавином цара који је активно промовисао и учествовао у уметности. Све се то променило изненадно и шокантно, почевши од побуне генерала Ан Лушана, када је читава северна Кина била девастирана ратом и глађу. Лијева поезија исто тако поприма нови тон и квалитете. За разлику од његовог млађег пријатеља Ду Фуа, Ли није доживео да види престанак тих нереда. Међутим, знатан део Лијеве поезије је преживео, задржавајући дуготрајну популарност у Кини и другде.

## Биографија

### Младост
Ли Бај је рођен 1. године Чанг-ан ере царице Ву Цитијен (701. године н. е.) у месту Суи-је (кин: 碎叶; пин: Suìyè) у данашњем Киргистану.
Према „Новим историјским записима династије Танг“ (新唐书) он је по очевој линији директан потомак краља Ву-џаоа из династије Лијанг, и припада породици владајуће куће династије Танг (чије је презиме такође Ли).
Када му је било пет година, са оцем Ли К’-ом (кин: 李客; пин: Lǐ Kè) се преселио на југ Кине (данашњи округ Ђијанг-јоу у Сичуану), у место Ћинг-лијен (青莲乡, Плави лотос).
За његову младост везан је и познати кинески идиом „Трљати гвоздену мотку да постане игла“ (铁杵磨成针, или само 磨杵成针). Ова прича каже како Ли Бај у младости није волео да учи, већ је стално излазио напоље да се игра. Једног дана, играјући се напољу, угледао је једну старицу како трља велику гвоздену мотку о стену. Када ју је упитао шта ради, одговорила му је да трља мотку да би добила иглу за вез. Ово је јако утицало на дечака, и он је од тог дана почео да вредно учи, па је тако постао велики песник.
Иако је желео да постане државни службеник, ипак није полагао државни испит. Уместо тога, са двадесет и пет година, кренуо је да путује Кином.

### Средње године и старост
Његов начин живота, који је знатно одударао од идеала конфучијанског племенитог господина, импресионирао је подједнако и аристократију и обичан свет. То му је обезбедило да буде представљен цару Сјуен-цунгу око 742. године.
Ово му је омогућило да добије место саветника и дворског песника на царској академији. Међутим, на том је положају остао непуне две године, после чега је наставио да лута Кином. Ујесен 744. године, први пут се срео са песником Ду Фуом, и постали су добри пријатељи. Мада су се срели само још једном ово је пријатељство било јако и значајно, поготово за Ду Фуа.
У време Ан Лу-шанове побуне био је на страни побуњеника, мада се не зна колико је то било на добровољној основи. После пропасти побуне, био је протеран у Је-ланг (夜郎, Yèláng, у данашњој провинцији Гуи-џоу). Међутим, на пола пута је помилован. Тада му је било 59 година.
Последње године живота провео је лутајући по југу Кине. У 61. години, кренуо је са казненом експедицијом Ли Гуанг-бија против остатака Ан Лу-шанове устаничке војске. На пола пута се вратио назад због болести. Следеће године, крајем 762. године, умро је од болести у Данг-туу.
Према „Старим историјским записима династије Танг“ Ли Бај је умро од тровања алкохолом. Традиционална легенда говори да се утопио у реци покушавајући да дохвати одраз месеца на води. Трећа верзија говори да је умро од тровања живом због дуготрајног пијења даоистичких еликсира бесмртности.

### Смрт
Нови цар Дајцунг именовао је Ли Баја писаром командне канцеларије 762. Међутим, до времена када је царски едикт стигао у Дангту округ, Ли Бај је већ био умро.
Постоји дуга и понекад необична традиција у вези са његовом смрћу, из несигурних кинеских извора, да се Ли Бај удавио након што је пао са свог брода кад је покушао да пригрлити одраз Месеца у реци Јангце, што је озбиљно прихватао Херберт Ален Џајлс. Међутим, чини се да је стварни узрок био природна смрт, мада се то можда односило на његов тежак начин живота. Упркос томе, ова легенда има своје место у кинеској култури.
Гроб му се налази у Цајшиђију.

### Калиграфија
Ли Бај је такође био вичан калиграф, мада је сачуван само један комад његовог рада у његовом сопственом рукопису. Тај комад се назива шангјангтај (Пењући се на Сунчеву терасу), 38,1 cm × 285 cm (15,0 in × 112,2 in) дуг свитак (са каснијим додатком наслова који је написао цар Хуејцунг Сонг и постскриптом који је додао цар Ђенлунг); ова калиграфија се чува у Забрањеном граду у Пекингу, Кина.

### Сачувани тексти и уређивање
Ли Бај и Ду Фу су два најпознатија и најисцрпније уређивана песника Танг ере. Упркос тога и њихова дела си била погођени уништавањем империјалних Танг библиотека и губитком многих приватних колекција у периодима превирања.
Иако су многе песме Ли Баја преживеле, већина је изгубљена и постоје потешкоће у погледу варијантних текстова. Један од најранијих напора у уређивању дела Ли Баја је предузео његов рођак Ли Јангбинг, судија из Дангту округа, са којим је боравио у својим последњим годинама и коме је поверио своје рукописе. Међутим, најпоузданији текстови нису нужно у најранијим издањима. Учењаци династије Сонг су произвели разна издања његове поезије, међутим до династије Ђинг није било таквих колекција као што је Ђуен Тангши (Комплетне поеме Танг ере), што су најсвеобухватније студије преживелих текстова.

## Теме
Критичари су се фокусирали на Ли Бајев снажан осећај континуитета песничке традиције, његово глорификацију алкохолних пића (и, заиста, искрено славље пијанства), његову употребу персоне, фантастичне екстреме неких његових визија, његово мајсторство формалних поетских правила - и његову способност да све ово комбинује са наизглед безнапорном виртуозношћу како би произвела неимитабилна поезија. Друге теме у Лиовој поезији, запажене посебно у 20. веку, су симпатије за обичне људе и антипатије према непотребним ратовима (чак и када их је водио сам цар).

### Поетска традиција
Ли Бај је имао снажан осећај себе као дела поетске традиције. „Геније” Ли Баја, каже један недавни навод, „лежи одмах у потпуном познавању књижевне традиције пред њим и његове генијалности у савијању (без сламања) да би открио јединствен лични идиом....” Бертон Вотсон, поредећи га са Ду Фуом, каже Лиова поезија, „есенцијално гледа уназад, тако да представља више оживљавање и испуњавање прошлих обећања и славе него препад у будућност”. Вотсон додаје, као евиденцију, да од свих песама приписаних Ли Бају, око једне шестине су у форми јуефу, или, другим речима, прераде су текстова из традиционалних народних балада. Као додатну евиденцију, Вотсон наводи постојање колекције од педесет-једне песме Ли Баја с насловом Гу Фенг, или На стари начин, која је делом, вид одавања почасти поезији Хан и Веј династија. Његово дивљење одређеним песницима се такође приказује кроз специфичне алузије, на пример Ћи Јуену или Тао Ћану, и повремено по имену, на пример Ду Фу.
Опширније уважавање историје показује Ли Бај у својим песмама у хуаигу жанру, или медитацијама о прошлости, где следи „једну од вечитих тема кинеске поезије”, „песника који размишља о рушевинама прошле славе”.
Ли Бај је један од најплоднијих кинеских песника, и до данас је сачувано преко 900 његових дела. Писао је песме брзо и лако, без много накнадних преправки. Највише је писао у ђије-ђи (绝句, juéjù) форми – катренима са пет или седам карактера/слогова по стиху. Његов стил не поседује академску префињеност Ду Фуа, али и без обзира на то поседује изузетну маштовитост и слободу у обликовању песничких слика. Неке од тема које је најчешће описивао у својим песмама су: природа, пријатељство, пиће и живот, подједнако живот аристократије и живот обичних људи.
Песма „Питање и одговор на планини“ (山中问答) осликава Ли Бајев цео животни пут:

问余何意栖碧山，

笑而不答心自闲。

桃花流水窅然去，

别有天地在人间。

Питаш ме зашто сам остајем на зеленој планини,

Смешим се у тишини, док ми душа слободно лута.

Поток носи пупољак бресквиног цвета у непознато,

Одвојен од света људи, имам своје небо и земљу.

### Усхићеност вином и месецом
Џон Ц. Х. Ву је уочио да „док су можда неки пили пуно више вина него Ли [Бај], нико није написао више песама о вину.” Класични кинески песници су често асоцирани са пијењем вина, и Ли Бај је био део групе кинеских учењака у Чангану које је њихов колега песник Ду Фу називао „осморицом бесмртника винске чаше”. Кинези углавном нису сматрали да је умерена употреба алкохола неморална или нездрава. Џејмс Џ. Љу је прокоментарисао да zui у поезији „не значе сасвим исту ствар као што је 'пијан', 'интоксициран', или 'опијен', већ значи да је особа ментално удаљена од нормалних преокупација ...” Љу преводи zui као „усхићен вином”. „Осам бесмртника”, међутим, пило је у необичној мери, мада су и даље сматрани пријатним ексцентрима. Бертон Вотсон је извео закључак да су „скоро сви кинески песници прослављали радости вина, али ни један тако неуморно и са таквом нотом истинског уверења као Ли [Бај]”.
Једна од Ли Бајових најпознатијих песама је Буђење из пијанства у пролећном дану (春日醉起言志).

### Фантастичне слике
Једна важна карактеристика Ли Бајове поезије „је фантазија и утисак детињског зачуђења и разиграности који је у тако великој мери прожима”. Бертон Вотсон приписује ово својство фасцинацији са таоистичким свештеницима, таоистичким пустињацима који су практиковали алхемију и аскетизам у планинама, како би постали сјен, или бесмртно постојање. Постоји снажан елемент таоизма у његовим делима, како у изражајним сентиментима које она казују, тако и у спонтаном тону, и „многе његове песме се баве планинама, често су описи успона који се у средишњем делу претварају у путовања маште, пролазећи кроз стварне планинске пејзаже до визија природних божанстава, бесмртника и 'жадних девојака' таоистичке традиције”. Вотсон то види као још једну афирмацију афинитета Ли Баја за прошлост, и континуитет са традицијама Чуци Циа и ране фу поезије. Вотсон налази да овај „елемент фантазије” стоји иза Ли Бајове употребе хиперболе и „разиграних персонификација” планина и небеских објеката.

### Носталгија
Критичар Џејмс Џ. Љу напомиње „Стиче се утисак да кинески песници непрестано оплакују своје прогнанство и да жуде за повратком кући. Ово може изгледати сентиментално западним читаоцима, али треба имати у виду пространост Кине, тешкоће комуникације ... оштар контраст између високо култивисаног живота у главним градовима и оштрих услова у удаљеним руралним регијама, и важност породице ....” Он закључује да није изненађујуће да је носталгија постала „константна, а стога конвенционална тема у кинеској поезији.”